# Storia di Belmonte Calabro

## Età antica (3000 a.C.-476)
Durante l'età greca e poi romana si suppone sorgesse nelle località Cuoco e Regastili un pagus o villaggio rustico, sulla Via Traianea.
Invece un tempio dedicato ad Afrodite probabilmente sorgeva in località Annunziata.

## Medioevo (476-1572)
All'inizio della dominazione normanna si crearono nell'attuale territorio di Belmonte due "casali": Santa Barbara (attuale frazione di Santa Barbara) e Tinga (attuali frazioni Serra, Annunziata e Greci). Gli abitanti di queste località, subordinate alla giurisdizione di Amantea, sorvegliavano costantemente il mare dalle alture onde accorgersi di eventuali sbarchi pirateschi.
Nel 1270 Carlo I d'Angiò fece reprimere una sommossa anti-angioina ad Amantea, e per punire questa città insediò suoi fedeli vassalli nei casali vicini. A Santa Barbara venne insediato Giovanni Della Rocca, di Catanzaro, mentre a Tinga andò Senatore Sclavello, di Amantea. Inoltre il monarca angioino ordinò al Maresciallo del Regno Drogone di Beaumont di fondare un castello sull'altura dell'attuale Belmonte, che nacque così.
(Gabriele Turchi, Storia di Belmonte)
Nel 1276 i Registri della Cancelleria Angioina documentano che Santa Barbara aveva 80 fuochi (circa 350 abitanti) e Tinga 117 fuochi (circa 470 abitanti), mentre Belmonte era semplicemente sede del castello, senza che vi fosse ancora sorto un villaggio attorno.
Con la Pace di Caltabellotta del 1302, seguita alla Guerra del Vespro, Santa Barbara venne infeudata pro comuni et indiviso a Folco e Pietro Ruffo di Catanzaro. Nel 1305 Belmonte e Tinga risultano invece divisi tra Roberto Romata di Sorrento e Berardo e Nicola Mastrogiudice di Sorrento.
Nel 1338 viene investito Conte di Belmonte Pietruccio Salvacossa di Ischia. Nel 1340 invece Santa Barbara viene concessa a Guglielmo Sacchi. Ma nel 1345 Pietro Salvacossa usurpa alla Comunità di Amantea il casale di Tarifi e al Sacchi quello di Santa Barbara. Interverrà la regina Giovanna I di Napoli che con un diploma regionale sancisce i limiti del territorio di Amantea (che includevano anche ciò che oggi è il comune di Belmonte) e rende ai legittimi proprietari ciò che è stato usurpato.
Nel 1367 sempre Giovanna I di Napoli unisce Belmonte e Santa Barbara affidandoli a Guglielmo Sacchi. Nel 1443 poi Alfonso I d'Aragona sancisce che Santa Barbara e Tinga sono suffeudi di Belmonte e infeuda il tutto a Galasso (o Galeazzo) Di Tarsia.
Belmonte rimase dal 1443 al 1578 sotto la signoria pressoché ininterrotta dei Di Tarsia.
Fra i principali esponenti di questa casata si ricorda Galeazzo, secondo Barone di Belmonte, noto anche come Galeazzo il Vecchio, che fu Reggente del Tribunale della Vicaria al tempo di Ferdinando il Cattolico. Probabilmente a lui si devono i componimenti poetici, pubblicati solo un secolo dopo dal Basile, che in passato la critica ha attribuito al nipote Galeazzo, terzo Barone di Belmonte con questo nome. Quest'ultimo personaggio fu soldato al seguito di Don Garzia de Toledo, figlio del Viceré Don Pedro de Toledo, ed ebbe vita travagliata. Sappiamo che il suo testamento fu redatto a Lipari, al tempo luogo di detenzione. Del corpus poetico delle rime di Galeazzo di Tarsia sono da attribuire certamente a quest'ultimo almeno le rime composte in morte della moglie Camilla.
Il 15 luglio 1562 viene posta la prima pietra del Convento di Santa Maria del Carmine, poco fuori dalle mura del paese. Qui verranno sepolti molti dei Principi di Belmonte, e i Padri Carmelitani assolveranno fino al 1809 il compito di istruire i belmontesi.

## Età moderna (1572-1798)
Nel 1572, in defectu filorum masculinorum, muore l'ultimo dei Di Tarsia signori di belmonte e il feudo viene messo all'incanto dal Fisco. Verrà acquistato da Diana Di Tarsia, finanziata anche dai maggiorenti belmontesi, per 20.220 ducati nel 1576. Ma la situazione economica della famiglia costringerà l'ultima erede dei Di Tarsia di Belmonte a vendere il feudo allo stesso prezzo di 20.220 ducati a Torino Ravaschieri dei Conti Fieschi di Lavagna, di Genova.
Nel 1607 viene fondato il Convento dei Padri Cappuccini, consacrato nel 1611: lì verranno sepolti altri Principi di Belmonte, primo dei quali Orazio Giovan Battista Ravaschieri.
I Ravaschieri si faranno erigere un palazzo sulla piazza del Purgatorio, rivolto verso il mare: è il Palazzo Ravaschieri Della Torre. Ai Ravaschieri succederanno per diritto ereditario i Pinelli nell'amministrazione del feudo, e ai Pinelli i Pignatelli.

## Età contemporanea (1798-1943)
Nel 1798, con l'occupazione francese di Napoli, la fuga dei Borbone a Palermo e la conseguente proclamazione della Repubblica Partenopea, i giacobini belmontesi insorsero piantando un albero della libertà nell'attuale Piazza Galeazzo di Tarsia, sul retro della Collegiata, e abbandonandosi a eccidi e atrocità verso i borbonici. Con l'avanzata del cardinale Fabrizio Ruffo, però, i giacobini belmontesi abbasseranno la cresta e anche Belmonte rientrò sotto la sovranità dei Borboni.
Ma nel 1806 i francesi occuparono nuovamente Napoli, i Borboni scapparono ancora a Palermo e salì al trono partenopeo Giuseppe Bonaparte, fratello di Napoleone. Le truppe del maresciallo Massena si disposero a conquistare la Calabria, ma un pugno di briganti frammisti ai resti dell'esercito regolare borbonico si barricò ad oltranza nei castelli di Fiumefreddo, Belmonte e Amantea.
Belmonte subì così un disastroso assedio, dove la valorosa resistenza dei contro-rivoluzionari venne macchiata dagli eccidi compiuti contro i rivali giacobini e i loro parenti. Alla fine Belmonte venne espugnata, ultimo dei castelli calabresi, il 17 febbraio 1807. (Vedi Assedio di Belmonte (1806))
Nel 1816 tornarono i Borboni al trono, e poi nel 1860 Belmonte venne annesso al regno d'Italia.
Il terremoto del 1905 danneggiò notevolmente il paese.
Nel 1930 venne eretto il monumento a Michele Bianchi.
Belmonte non è stato coinvolto nella seconda guerra mondiale.